# Anandra latevittata
Anandra latevittata là một loài bọ cánh cứng trong họ Cerambycidae.